# Григорьева, Кира Борисовна
Кира Борисовна Григорьева (урождённая Полякова, в первом браке Иртель-Брендорф; 29 апреля 1917, Псков — 22 июня 1989, Боярка, Киевская область) — украинская художница-иллюстратор.
В 1930-е гг. жила в Эстонии, училась в Таллинском высшем художественном училище. Была знакома с писателем Леонидом Зуровым и стала прототипом героини его повести «Иван да Марья».
Во время Великой Отечественной войны жила в Ульяновске, где работала как художница в разных жанрах — пейзаж (масло и акварель), портрет, натюрморт. Член Союза художников УССР. Принимала участие в местных художественных выставках (Киев).
В 1949 году познакомилась с художником Виктором Григорьевым, и с тех пор началась их совместная семейная и творческая жизнь. Вместе Григорьевы иллюстрировали книги о приключениях Буратино, Незнайки, Чиполлино, Барвинка для киевского издательства «Веселка» (и др.) и журнала «Барвинок». Свой опыт изображения цветов Кира Борисовна также успешно воплотила в оформлении детской книжки «Квиты-квитонькы». Книги с иллюстрациями супругов Григорьевых выходили многотысячными тиражами. Кира Григорьева также была автором поздравительных открыток.
После смерти супругов Григорьевых более 1000 их совместных работ были переданы в краеведческий музей города Боярки.